# Elena Rodriguezová
Elena "Yo-Yo" Rodriguezová je fiktivní postava, která se objevuje v komiksech Marvel Comics. Postavu vytvořil Brian Michael Bendis a Alex Maleev, a poprvé se objevila v komiksu The Mighty Avengers #13 (červenec 2008). Elena Rodriguezová je Inhuman se schopností být super-rychlá. Byla členkou Secret Warriors.

## Fiktivní biografie (seriál)
Elena Rodriguezová se objeví, jako Inhuman, v seriálu Agenti S.H.I.E.L.D. Elena je „pouliční kolumbijská žena, která má Inhumanské schopnosti“, a to schopnost pohybovat se super-rychlostí po dobu jednoho úderu srdce, a poté se vrátí do bodu, ze kterého začala. Poprvé přichází do kontaktu s S.H.I.E.L.D.em, když ji vyšetřují za krádež zbraní zkorumpovaným členům kolumbijské národní policie poté, co zabili jejího bratrance Francise. Elena se drží v blízkosti Macka, který ji kvůli jejím schopnostem přezdívá Yo-Yo. Elena nakonec souhlasí, že se připojí k týmu Secret Warriors, aby jim pomohla bojovat proti Hiveovi. Po podpisu Sokovijské smlouvy se Elena vrátila do svého normálního života s příležitostným zapojením se do operací S.H.I.E.L.D.u. Po boji s WatchDogs se vrací do týmu a buduje vztah s Mackem.
V páté sérii jsou její předloktí useknuta agentkou Hydry Ruby Haleovou. Zatímco se zotavuje, Mack s Fitzem vyvíjejí protetické paže, aby mohla mít opět ruce. I když jsou paže účinné, Yo-Yo nemůže běhat svou super-rychlostí jelikož, signály mezi mozkem a pažemi jsou pomalejší než ona sama, tím pádem se paže nepohybují její rychlostí. V následné misi Elena zabila Ruby Haleovou, aby předešla zničení světa, když si Ruby do sebe napustila Gravitonium. Fitz později udělá nové paže, se kterými se může Yo-Yo pohybovat svojí super-rychlostí.
V epizodě "The New Deal" v sedmé sérii, dává Jemma Simmonsová Yo-Yo nové paže, které vypadají jako skutečné, aby nebyla odhalená na misi v roce 1931. V epizodě "After, Before" má Yo-Yo zjevení, kde si uvědomí, že celou dobu zadržovala svoji sílu, a poté, co zachránila svůj tým, se již nemusí vracet zpět ke svému původnímu bodu, když běhá svojí super-rychlostí.

## Fiktivní biografie (komiks)
Yo-Yo Rodriguezová je dcera Griffinů. Je rekrutována Nickem Furym, aby se připojila k jeho týmu proti Skrullům během operace "Secret Invasion". Tento tým se stal známým jako Secret Warriors. V misi jí obě paže Gorgon deaktivoval a dočasně není schopna zůstat aktivní v týmu. Obě paže jsou však později nahrazeny protetikou. S novýma rukama se vrací do aktivní služby.
Předpokládá se, že Yo-Yo byla zabita při konfrontaci s Wrecking Crew.